# دریاچه سمردیاچه
دریاچه سمردیاچه (انگلیسی: Lake Smerdiacheje) یک دریاچه در استان مسکو کشور روسیه است.